# Niyi Akinmolayan
Niyi Akinmolayan es un cineasta, director y consultor de medios nigeriano. Ha dirigido una de las películas nigerianas más taquilleras, The Wedding Party 2, protagonizada por Banky Wellington, Adesua Etomi y Enyinna Nwigwe; secuela de la igualmente exitosa película The Wedding Party (2016).

## Biografía
Akinmolayan es del estado de Ondo, suroeste de Nigeria y es de ascendencia yoruba.

## Carrera
Su primera película, Kajola, fue estrenada en 2010, siendo un experimento de efectos visuales, pero criticada por cineastas y críticos por igual. Akinmolayan había fundado la productora, Anthill Productions en 2008, que proporcionó los efectos visuales para la película.
En 2014, dirigió la película de danza Make a Move, protagonizada por Ivie Okujaye, Tina Mba, Beverly Naya, Wale Adebayo, Victor Godfery, Helga Sosthenes y Eno Ekpenyong. Make a Move fue nominada en la categoría Mejor película (drama) en los Africa Magic Viewers Choice Awards 2015.
En 2015, también dirigió las películas Falling con Adesua Etomi, Desmond Elliot y Blossom Chukwujekwu, y Out of Luck, que contó con Linda Ejiofor, Tope Tedela y Jide Kosoko. La película le valió una nominación a Mejor Director en los Nigeria Entertainment Awards 2016 y Adesua Etomi, ganó el premio a Mejor Actriz en los Africa Magic Viewers Choice Awards 2016 por su papel en Falling.
En diciembre de 2016, lanzó el cortometraje PlayThing, una película animada en 3D, estrenada en el cine FilmOne IMAX en Lagos con críticas positivas.
En 2017, su película The Arbitration se proyectó en el Festival Internacional de Cine de Toronto. Tras el éxito de The Arbitration, comenzó una competencia en su blog para posibles escritores, recibió más de 300 entradas, lo que llevó a la producción del cortometraje Room 315.
En 2017, produjo una serie animada en colaboración con FrieslandCampina WAMCO Nigeria Plc, titulada "Adventures of Lola y Chuchu".

## Filmografía seleccionada
| Año  | Título                        | Protagonistas                                                                                                 | Rol                 | Notas                                                                                            |
| ---- | ----------------------------- | --- | ------------------- | ------------------------------------------------------------------------------------------------ |
| 2010 | Kajola                        | Keira Hewatch, Desmond Elliot, Adonijah Owiriwa                                                               | Director            | Largometraje                                                                                     |
| 2014 | Make a Move                   | Ivie Okujaye, Tina Mba, Beverly Naya, Wale Adebayo, Victor Godfery, Helga Sosthenes y Eno Ekpenyong           | Director            | Largometraje nominado en los Africa Magic Viewers Choice Awards 2015 como Mejor película (Drama) |
| 2015 | Falling                       | Adesua Etomi, Desmond Elliot y Blossom Chukwujekwu                                                            | Director            | Largometraje                                                                                     |
| 2016 | Plaything                     | | Executive Producer  | cortometraje animado en 3D                                                                       |
| 2017 | The Arbitration               | OC Ukeje, Adesua Etomi, Iretiola Doyle y Somkele Iyamah                                                       | Director            | Largometraje                                                                                     |
| 2017 | The Wedding Party 2           | Banky Wellington, Adesua Etomi, Iretiola Doyle, Richard Mofe-Damijo, Patience Ozokwor, Enyinna Nwigwe         | Director            | Largometraje                                                                                     |
| 2017 | Adventures of Lola and Chuchu | | Director            | serie animada en 3D - 13 episodios                                                               |
| 2018 | Chief Daddy                   | Taiwo Obileye, Joke Silva, Rachel Oniga y Funke Akindele                                                      | Director            | Largometraje                                                                                     |
| 2018 | We Don’t Live Here Anymore    | Osas Ighodaro, Omotunde Adebowale David, Francis Sule, Temidayo Akinboro, Funlola Aofiyebi y Katherine Obiang | Editor              |                                                                                                  |
| 2019 | The Set Up                    | Adesua Etomi, Kehinde Bankole, Joke Silva, Jim Iyke, Dakore Egbuson y Tina Mba                                | Director            | Largometraje                                                                                     |
| 2019 | Elevator Baby                 | Toyin Abraham, Timini Egbuson, Yemi Solade, Sambasa Nzeribe y Broda Shaggi                                    | Productor ejecutivo | Largometraje                                                                                     |
| 2021 | Prophetess                    | Toyin Abraham, Kehinde Bankole, Stan Nze, Waliu Fagbemi y Deyemi Okanlawon                                    | Director y escritor |                                                                                                  |
| 2021 | Progressive Tailors Club      | Beverly Osu, Uzor Arukwe, Funnybone y Blessing Jessica Obasi                                                  | Productor           |                                                                                                  |